# Miameide
Miameide ist nach Der Durst der Hyäne das zweite Bühnenwerk der österreichischen Komponistin Julia Purgina und der österreichischen Librettistin Kristine Tornquist aus den Jahren 2022–23 in Zusammenarbeit mit dem sirene Operntheater Wien. Das Werk handelt vom Seelenleben der Pflanzen und wird von den Autorinnen auch als Pflanzenoper tituliert. Die titelgebende mythologische Figur der Miameide entstammt dem Umfeld des Sagenkreises um Frau Holle.

## Handlung
Aufs Arbeitsamt kommt eine ältere Frau. Sie wird aufgrund mangelnder Ausbildung als schwer vermittelbar eingestuft. Als einzige Fähigkeit gibt sie an, die Sprache der Pflanzen zu verstehen.
Die Sachbearbeiterin findet triumphierend einen Job für Mia: in einem Blumengeschäft, wo sie mit den Kunden über die Sprache der Blumen reden könne, verkaufsfördernd natürlich. Die Blumenhändlerin zeigt Mia die Ware, wie sie haltbar gemacht und dekoriert werden solle und weist sie auf die Preise hin, doch Mia hört nur die Klagen der Schnittblumen. Angesichts der verwirrten, verletzten und halbtoten Pflanzen rät sie dem Käufer vom Kauf ab.
Nach dem verpatzten Probetag im Blumenhandel wird sie erneut aufs Arbeitsamt zitiert und gerügt. Diesmal bietet ihr die Sachbearbeiterin eine schlecht bezahlte Stelle als Gärtnereigehilfin. Wieder versagt sie, denn sie will das Unkraut nicht jäten und wird als Faulenzerin zum Arbeitsamt zurückgeschickt.
Ihre Betreuerin ist empört, dass die widerspenstige Klientin sich zwei guten Angeboten verweigert hat. Sie sieht es nun als persönlichen Kampf, diesen schwierigen Fall in die Arbeitswelt einzugliedern. Ihre Kollegen raten ihr, dieser Person einen Job ohne Pflanzen zu vermitteln. Deshalb verschiebt die Sachbearbeiterin Mia als Reinigungskraft in ein Bürohaus. Doch auch das geht schief.
Die empörte Betreuerin fällt über die nicht funktionierende Klientin her. Sie soll nun Kurse machen, um sich in die Gesellschaft einzugliedern. Aber Mia hört ihr nicht lange zu, sondern lieber auf den kleinen Kaktus auf dem Bürotisch. Er erinnert sie daran, dass sie, die Wurzellose, Füße hat und rät zur Flucht.

## Miameide
Mia kann die Sprache der Pflanzen verstehen. Doch für diese Fähigkeit findet sich in der Welt keine Verwendung. Am Arbeitsamt wird sie in Jobs vermittelt, in denen Pflanzen wie Objekte gehandelt werden. Aber sie taugt weder als Blumenverkäuferin, noch in der Großgärtnerei, wohin sie auch kommt, immer versteht sie zu viel von den Bedürfnissen der Pflanzen. Als sie begreift, dass in der Menschenwelt kein Platz mehr für die ist, die hören können, flüchtet sie in ein anderes Dasein.
Der Name der Titelfigur verweist auf eine rätselhafte Figur aus dem Sagenkreis um Frau Holle. Von Wilhelm Wägner vom Vogelsberg, einem bekannten Holle-Ort in Mittelhessen, ist folgendes Lied überliefert:
Miameide – steht auf der Heide – hat ein grüns Röcklein an. Sitzen drei schöne Jungfern dran. Die eine schaut nach vorne, die andre in den Wind. Das Weibsbild an dem Borne hat viele, viele Kind.

## Gestaltung

### Szenenfolge
- Szene 1 – Arbeitsamt
- Szene 2 – Blumenhandlung „Sprache der Blumen“
- Szene 3 – Arbeitsamt
- Szene 4 – Gärtnerei „Ewiger Frühling“
- Szene 5 – Arbeitsamt
- Szene 6 – Getreidebörse
- Szene 7 – Arbeitsamt
- Szene 8 – Wald

### Musik
Julia Purgina versucht laut eigener Auskunft mit ihrer Musik die Zerbrechlichkeit vermeintlich unnützer Talente einzufangen und gleichzeitig eine Reise in verborgene Welten zu komponieren. In ca. 90 Minuten Musik werden mehrere klangliche und visuelle Ebenen miteinander konfrontiert und zu einem Ganzen kombiniert: dem Solistenensemble steht ein Vokalensemble ohne Text gegenüber – nicht stumm, aber sprachlos. Die musikalischen Szenen werden von einem Instrumentalensemble gestaltet, während Intermezzi elektronischen Klängen vorbehalten sind.

### Besetzung
- Solisten: Sopran: Sachbearbeiterin 1, Mezzosopran: Arbeitslose, Erntearbeiterin, Pflanze, Alt: Mia, Countertenor: Sachbearbeiter 2, Blumenhändler, Pflanze, Tenor: Arbeitsloser, Erntearbeiter, Pflanze, Bariton: Sachbearbeiter 3, Kunde, Pflanze.
- Vokalensemble: Sopran, Mezzo, Alt, Tenor, Bariton.
- Instrumente: Flöte (auch Piccoloflöte, Altflöte, Bassflöte), Klarinette (auch Bassklarinette), Trompete, Posaune, Harfe, Klavier (auch Celesta), Akkordeon, Violine I, Violine II, Viola, Violoncello I, Violoncello II, Kontrabass.
- Perkussion I: Glockenspiel, Röhrenglocken, Snare Drum, Pauke, 2 Bongos, 2 Congas, Lion’s Roar, Rührtrommel, Maracas, Schellenglocken, Triangel, Templeblocks, Cowbells
- Perkussion II: Crotales, Xylophon, Vibraphon, Gongs, Tam-tam, Große Trommel, Ratsche, Wecker, Becken, 2 Donnerbleche.

## Werkgeschichte
Ursprünglich war geplant, die Oper Franziska zu benennen, eine weibliche Form des Franziskus, der mit den Vögeln sprach. Die Uraufführung des umbenannten Werkes fand am 21. September 2023 im Jugendstiltheater am Steinhof in Wien statt. In einer Koproduktion des sirene Operntheaters mit dem Ensemble PHACE und dem Ensemble Momentum Vocal Music folgten dort weitere sechs Vorstellungen in der Uraufführungsreihe. Die musikalische Leitung übernahm Antanina Kalechyts, Regie führte Kristine Tornquist. Produzent war Jury Everhartz. Die Uraufführung erfolgte mit Unterstützung der Wiener Festwochen und wurde unter anderem in den Österreichischen Tageszeitungen Die Presse und Der Standard, aber auch in etlichen anderen Medien besprochen. Die Opernproduktion Miameide wurde 2025 als „Beste Off-Produktion“ für den Österreichischen Musiktheaterpreis nominiert.